# František z Camporossa
Svatý František z Camporossa (1804–1866) byl řeholním bratrem kapucínského řádu. Katolická církev jej uctívá jako světce.

## Život
Narodil se v Camporossu jako čtvrtý z pěti dětí. Měl pouze elementární školní vzdělání, a od sedmi let pomáhal rodičům v hospodářství. Ve svých deseti letech vážně onemocněl, a rodiče se s ním vydali prosit za uzdravení na pouť na poutní místo „Panny Marie u Jezírka“. Zde se hoch seznámil s řádem minoritů, kteří v místě vykonávali duchovní správu. Ve svých osmnácti letech se stal minoritským terciářem.
U minoritů měl zajištěné živobytí, což jej neuspokojovalo, protože toužil po absolutní chudobě. Snažil se získat svolení představených k přestupu do kapucínského řádu. Svolení nedostal, a po dvou letech z kláštera utekl. Byl přijat do konventu kapucínů ve Voltri, kde o rok později zde začal noviciát. V roce 1826 složil řeholní sliby a byl přeložen do kláštera v Janově. Po 40 let v klášteře vykonával službu v kuchyni, vedle toho ošetřoval nemocné a byl pověřen službou almužníka.
Ukládal si tvrdé skutky kajícnosti (spaní na holých prknech, atd.). Mezi obyvateli Janova se mu přezdívalo „Padre Santo“. Proslul pokorou a mírností. V roce 1866 v Janově vypukla epidemie cholery, a František se nabídl svůj život za odvrácení epidemie. Zemřel 17. září 1866 a dle dobových dokumentů právě v těch dnech začala epidemie ustupovat.
Blahořečen byl v roce 1929, svatořečen v roce 1962.